# Дай Чжень
Дай Чжень (戴震, 19 січня 1723 — 1 липня 1777) — китайський філософ-неоконфуціанець, лідер одного з двох головних напрямків «ханського вчення», вчений.

## Життєпис
Походив з родини дрібного торговця з провінції Аньхой. У 1723 році народився у м. Сюнін. До 9 років не міг ні говорити, ні читати, але з 4 років запам'ятовував напам'ять конфуціанські канони-цзін. Водночас зацікавився математикою. У 1762 році склав іспит на середній вчений ступінь цзюй-жень. З 1773 року брав участь у складанні офіційного зводу класичної літератури «Си ку цюань шу» («Повне зібрання усіх книг за чотирма розділами»). У 1775 році за наукові досягнення без іспитів, які він шість разів безуспішно намагався здати, отримав вищий вчений ступінь — цзинь ши і звання академіка Ханьлінь академії. Сконав Дай Чжень у Пекіні у 1777 році.

## Творчість

### Філософія
Дай Чжень викладав власні погляди у текстологічних коментарях до конфуціанської класиці, протиставляючи їх спотвореним, на його думку, даосько-буддистським впливами коментарям конфуціанців школи братів Чен — Чжу Сі і школи Лу Цзю-юаня — Ван Ян-міна, виступаючи за застосування до цієї сфери діяльності природничо-наукових знань.
Основна тенденція теоретичних побудов Дай Чженя — прагнення до гармонізації самих загальних понятійних позицій як відображенню універсальної і гармонійної цілісності світу. Ідеї «Сі ци чжуань» (коментуюча частина «Чжоу і») і основне для неоконфуціанства протиставлення «надформенного» (сін ер шан) дао «підформенним» (сін яр ся) «знаряддям» (ци) він витлумачував як часову, а не субстанціальну відмінність станів єдиної «пневми»: з одного боку, безупинно мінливої, «породжує породження» (шен шен) за законами сил інь — ян і «п'яти елементів» (у сін), а з інший — вже оформилася у безліч конкретних стійких речей. Дай Чжень обґрунтовував включення «п'яти елементів» до поняття дао визначенням останнього терміну, що має лексичне значення «шлях, дорога», за допомогою етимологічного компоненту ієрогліфа дао — графічного елементу (в іншому написанні — самостійного ієрогліфа) сін (рух, дія, поведінка), що входить до словосполучення у син — «п'ять елементів» («Мен-цзи цзи і шу чжен»). «Індивідуальна природа» кожної речі, згідно з Дай Чженем, «природна» (цзи жань) і визначається «добром» (шань), яке породжується «гуманністю» (жень), впорядковується «благопристойністю» (чі) і стабілізується «належною справедливістю» (і). Космологічно «добро» проявляється у вигляді дао, «благодаті» («чесноти» — де) і «принципів» (чі), а антропологічно — у вигляді «приречення» (мін), « індивідуальної природи» і «здібностей» (цай).
Дай Чжень виступав проти канонізованого неоконфуціанства періоду правління династії Сун протиставлення «принципів» «почуттям» і «бажанням», стверджуючи, що «принципи» невіддільні від «почуттів» і «бажань».
«Принцип» — те незмінне, що специфічно для «індивідуальної природи» кожної людини та кожної речі, вищий предмет пізнання. На відміну від попередніх неоконфуціанців Дай Чжень вважав, що «принципи» в явному вигляді не присутні у людській психіці — «серці», а виявляються за допомогою глибинного аналізу. Здібності людей до пізнання розрізняються подібно вогням з різною інтенсивністю горіння. Ці відмінності частково компенсуються навчанням. Дай Чжень обґрунтовував пріоритет емпірико-аналітичного підходу як у пізнанні, так й на практиці.

### Математика
Перший самостійний твір — «Це суань» («Табличні обчислення», 1744 рік) було присвячено логарифмам Непера. Його інтерес до математики вилився також у опублікування в 1755 році трактату «Гоу гу ге юань цзи» («Записки про вписування багатокутника до кола»), присвяченого вимірюванню площі круга.

### Наука
склав фундаментальні праці в області фонології: «Шен лей бяо» («Таблиці категорій звуків», 1777 рік), «Шен юнь као» («Дослідження звуків і рим»), а також схоластики: «Цзин цзи чжуань гу» («Звід схолий до канонічної літературі»). Розвивав методологію «філологічно доказового дослідження» (као цзюй), засновуючи експлікацію ідей на аналізі термінів, що їх виражають.